# The Magician's Birthday
Рожденият ден на магьосника (на английски: The Magician's Birthday) е петият албум на британската рок група Юрая Хийп, издаден през ноември 1972 г. от Bronze Records във Великобритания и Мъркюри Рекърдс в САЩ. Концепцията е „базирана донякъде на кратка история“, написана от клавишника Кен Хенсли през юни и юли 1972 г.
Оригиналното издание на винил е сгъваем ръкав, предната част проектирана отново от Роджър Дийн. Вътрешната гънка имаше снимки на групата, като самият албум е поставен в подложка, върху която бяха отпечатани текстовете.
Сингълът Sweet Lorraine / Blind Eye достигна номер 91 в класацията Hot 100 на САЩ. Сингълът Spider Woman достига номер 14 в Германия. Рожденият ден на магьосника е сертифициран като златен от RIAA на 22 януари 1973 г.
Албумът е ремастериран и преиздаден от Castle Communications през 1996 г. с две бонус песни и отново през 2003 г. в разширено луксозно издание. През 2017 г. Sanctuary Records пускат версия от два диска.
Рожденият ден на магьосника получава смесени отзиви от съвременните критици. Майк Сондърс, който пише за Creem, нарича албума „пакет, пълен с мръсотия“, намирайки първата страна на LP за „слушаема“ въпреки лошата продукция, а втората страна е направо „дразнеща“. Критикът на Village Voice Робърт Кристгау описва песните в албума като „хевиметъл фантазии от трета ръка (...) свързани с някои чисти, мощни аранжименти и добра мелодия или две.“
Съвременните прегледи са по-положителни. Рецензентът на Олмюзик отбеляза прогресивните елементи на албума и пише, че The Magician's Birthday никога не достига постоянните висоти на Look at Yourself или Demons and Wizards, но остава солидно слушане за феновете на Юрая Хийп“. Джо Гисейн от Record Collector хвали музикантите и добрия звук на преиздаването на албума, но пише, че повечето от песните „не стоят толкова добре“ в сравнение с началната Sunrise или сингъла Spider Woman. Канадският журналист Мартин Попоф нарича „Рожденият ден на магьосника“ „друго цветно, мистично пътешествие“, макар и „донякъде несвързано, по-малко достъпно и като цяло много по-малко метално“ от предишните опити, и „кулминирайки в най-разтърсващия, кошмарен епос на групата от всички, десетминутната заглавна песен.“
През 2001 г. албумът е представен на концерт под заглавието Magician's Birthday Party.
| Sunrise                 | 4:04  |
| Spider Woman            | 2:25  |
| Blind Eye               | 3:33  |
| Echoes In The Dark      | 4:48  |
| Rain                    | 3:59  |
| Sweet Lorraine          | 4:13  |
| Tales                   | 4:09  |
| The Magician's Birthday | 10:23 |

## Изпълнители
- Дейвид Байрън, водещ вокал
- Мик Бокс, китари
- Кен Хенсли, кийборд, китари, Moog синтезатор, вокал (8)
- Гари Тейн, бас
- Лий Кърслейк, ударни, перкусии
- Тeйс ван Лер, флейта, на турне